# Měření času
Měření času včetně jeho zaznamenávání a sdělování údajů o čase, je důležitá činnost ve vědě i v běžném životě. Člověk moderní doby potřebuje znát přesný aktuální čas a s rozvíjející se civilizací roste i potřeba stále přesnějšího určení času, jakožto základní veličiny, s jejíž pomocí můžeme odvodit některé další veličiny (například 1 metr je vzdálenost, kterou urazí světlo za 1/299 792 458 sekund, 1 coulomb = elektrický náboj přenesený proudem o hodnotě 1 ampér za sekundu, a další). Základní jednotkou času je sekunda.

## Určování času v minulosti
Čas se zaznamenával a určoval již v době před neolitem. Od počátku se k určení aktuálního období využívalo přírodních jevů, jež se s pravidelností opakovaly. Nejzřetelnější a nejsnáze pozorovatelné objekty, které vykazovaly největší přesnost ve svých periodických opakováních, a tudíž se podle nich dalo přesně určit aktuální období, byly Slunce, Měsíc a hvězdy. Určit podle nich aktuální čas nebo roční období nebylo jednoduché. Proto musely přijít snáze pochopitelné metody měření. Hlavně z praktických důvodů - pro odměřování času. K odměřování času se začalo využívat přesýpacích nebo vodních hodin, které pracují na shodném principu (z horní nádoby se tekutina přelila nebo písek přesypal za určitou dobu do dolní nádoby). Z těchto hodin se nedalo ale přímo poznat, jaký je zrovna čas. K tomuto účelu se začalo využívat jiného systému – slunečních hodin.

### Sluneční hodiny

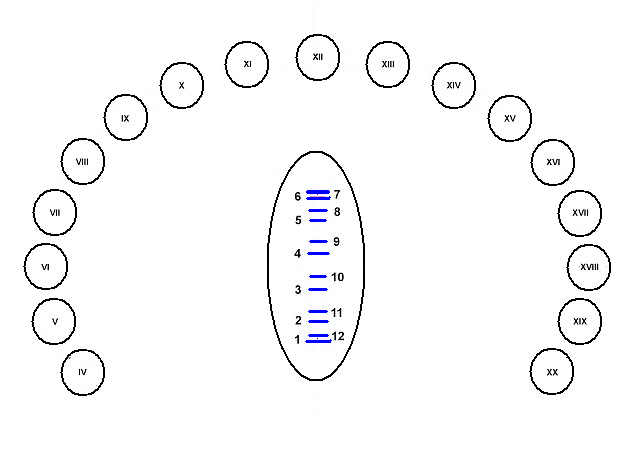
Schéma analematických slunečních hodin

Sluneční hodiny ukazují čas pomocí polohy Slunce na nebi, jež osvětluje ukazatel (gnómon) a ten vrhá stín na stupnici nakreslenou na číselníku. Jako ukazatelů, jejichž stínů se využívalo k určení hodiny na číselníku, se používalo mnoho předmětů a útvarů. Nejčastěji se však jednalo o hůlku umístěnou kolmo k číselníku. Jako ukazatelů pro sluneční hodiny větších rozměrů se ale používaly třeba i obelisky. Prakticky je možno za ukazatel určit cokoliv a také lze sluneční hodiny umístit kdekoliv (nejčastěji se však používá umístění podle světových stran a ukazatel je na severní polokouli na jižní straně číselníku), pak je však nutné vhodně upravit i číselník, na kterém stín ukazatele bude ukazovat aktuální čas. Slunečních hodin se používalo mnoho druhů a lišily se způsobem provedení, umístěním nebo způsobem odečítání času. Setkat se tedy můžeme s hodinami přenosnými nebo stabilně umístěnými na jednom místě, pak to mohou být sluneční hodiny svislé – umístěné na zdi, vodorovné – postavené ve vodorovné poloze, rovníkové – tyto hodiny mají sklon roviny číselníku rovnoběžný s rovinou rovníku a ukazatel je k této rovině postaven kolmo.
Pozoruhodnými hodinami jsou hodiny analematické – tyto hodiny se stavějí nejčastěji ve vodorovné poloze a tvar číselníku je eliptický. Průmětem číselníku rovníkových hodin do roviny vodorovné je právě tvar elipsy. Protože Slunce není po celý rok na obloze na stejném místě, a tedy sluneční hodiny neukazují po celý rok stejně, řeší se tento problém zavedením vícero stupnic. Analematické hodiny tento problém řeší přesouváním ukazatele po stupnici uvnitř číselníku. V období slunovratů se ukazatel nachází buď v jižní poloze (v zimě) nebo v severní poloze (v létě) a v období rovnodenností uprostřed.
Při porovnání času odečteného ze slunečních hodin a času na našich hodinkách je možno registrovat určité rozdíly. Toto mají za následek hlavně dvě skutečnosti: nerovnoměrný pohyb slunce po obloze a také to, že sluneční hodiny zpravidla určují čas pro místní poledník, ale čas na našich hodinkách je přizpůsoben časovému pásmu, ve kterém žijeme. Čas určen pro časové pásmo, ve kterém leží Česká republika, je přesně určen pro 15. stupeň východně od nultého poledníku. Na východě republiky tedy východ slunce nastává o cca 14 minut dříve a na západě o cca 11 minut později.
Dokonalejším přístrojem na určování času byly hodiny mechanické. V historii, při nástupu mechanických hodin, se ale k jejich seřizování používalo ještě slunečních hodin.

### Mechanické hodiny
Mechanické hodiny pracují na úplně jiném principu a fyzicky realizují Aristotelovu definici času jako „napočítaného (pravidelného) pohybu“. Tím byl sice původně míněn pohyb Slunce, mechanické hodiny však používají umělé pohyby oscilátoru, například kyvadla. Čas tedy odměřují v diskrétních krocích. O prvních mechanických hodinách jsou sice zprávy už z raného středověku, ve skutečnosti však vznikly až koncem 13. století, patrně v anglických klášterech. Byly poháněny závažím a oscilátorem byl lihýř. Hodiny se pak rychle rozšířily a ve stále složitějších podobách, jako například orloje, začaly vestavovat do věží radnic a katedrál. Vedle pohonu závažím se od 15. století začaly vyrábět přenosné a kapesní hodiny (hodinky), poháněné pružinou. Podstatné zvýšení přesnosti přinesly až kyvadlové hodiny, které poprvé sestrojil Christiaan Huygens na základě poznatku, že doba kmitu závisí pouze na délce kyvadla (k tomuto závěru dospěl už Galileo Galilei).
Přesnost kyvadlových hodin se pak dále zvyšovala zdokonalováním kroku i kyvadla. Pro účely námořní navigace vznikly v 18. století první přesné chronometry, řízené setrvačkou. Přesnost kyvadlových hodin už v 18. století dovolila změřit nerovnoměrnost otáčení Země a měření času se tak odpoutalo od pozorování astronomických pohybů. V 19. století se přesné měření času stalo obecnou potřebou, což vedlo k hromadné výrobě hodin a hodinek. V průběhu 20. století vznikla řada dalších technických zdokonalení, zejména k vynálezu hodin elektrických a elektronických, jejichž oscilátorem je piezoelektrický výbrus (quartz). Vrcholem přesnosti v měření času jsou však atomové hodiny.

## Současnost a atomové hodiny
Atomové hodiny jsou hodiny určující vlastní čas. Díky jejich přesnosti je čas nejpřesněji určovanou veličinou, kterou známe. Základem většiny atomových hodin se ve 20. století stal izotop cesia 133. Přechodu jeho základního stavu mezi dvěma energetickými hladinami jeho super jemné struktury odpovídá 9 192 631 770 kmitů, což bylo v Paříži roku 1967 na 13. konferenci Mezinárodního komitétu pro váhy a míry určeno jako definice jedné atomové sekundy. V roce 2005 se podařilo dosáhnout frekvenční přesnosti 5×10−16, což odpovídá chybě 1s za 60 milionů let. Zaručování stále větší přesnosti je pro vědu nesmírně důležité a tak se stále pracuje na jejich zdokonalení. Zmenšování chyby u těchto hodin však není jediná snaha o zdokonalení.
Dnes lze jisté atomové hodiny vyrobit ve velikosti krabičky od zápalek. I v takovýchto malých rozměrech pracují s chybou jedné sekundy za 10 tisíc let při spotřebě energie jednoho wattu. Pro stavbu miniaturních radiofrekvenčních atomových hodin se lépe než cesium hodí prvek zvaný rubidium, neboť tento dovolí právě větší možnosti miniaturizace. Největším předpokladem využití je v armádě. Pomocí takovýchto miniaturních hodin se dají sestrojit palubní počítače letadel či naváděných střel, které pak dokonale přesně určí polohu pomocí rychlosti a času.
Ještě větší přesnosti nyní dosahují optické frekvenční standardy založené na jiných atomech či iontech. Ovšem nejistotu měření SI sekundy nemohou mít menší než hodiny realizující čas podle definičního radiofrekvenčího přechodu cesia.
Zavedením atomové sekundy však nastal problém. Atomová sekunda je kratší než sekunda světového astronomického času (UT1 – světový astronomický čas na nultém poledníku v Greenwichi, není rovnoměrný, neboť je závislý na rotaci Země)

## Měření času z pohledu astronomie
Rozdíl v hodnotách sekundy atomové a sekundy světového astronomického času je způsoben nerovnoměrnou rotací Země. Světový systém občanského času vychází z koordinovaného světového času (UTC je souřadnicový čas) odvozeného od atomové časové stupnice TAI. UTC je hodnotou úzce vztažen k UT1, ale má jiný původ. Aby i nadále Slunce svítilo na stejném místě jako dnes, musela přijít korekce světového času UTC tak, aby se co nejvíce přiblížil hodnotě UT1. Pro tuto korekci se používá přestupné sekundy, která se vždy vkládá do světového času UTC, a to vždy, když by rozdíl UT1 od UTC během následujícího půl roku byl větší než 1 s. UTC se tedy liší vždy nejvýše o jednu sekundu od UT1 a několik sekund od TAI (TAI - mezinárodní atomový čas, nezávislý na rotaci Země). Přestupná sekunda a světový čas UTC se začaly používat od 1.1.1972 a rozdíl UTC od TAI dnes (2011) je 34 s (TAI – UTC = 34 s), poslední vložení přestupné sekundy bylo provedeno 31.12.2016.
Přestupná sekunda se vkládá do UTC jako poslední sekunda buď 31. prosince nebo 30. června.
Jako další rozdíl v určování času z oboru astronomie můžeme jmenovat například délku dne. Neboť délka pravého slunečního dne se liší od délky tzv. hvězdného dne. A to o 3 minuty a 56 sekund (Sluneční den je delší než hvězdný den). Důvodem je oběh Země kolem Slunce.
 
Důležitá korekce času se však provádí i na palubách umělých družic Země, které slouží k navigaci na zemském povrchu. Pokusem se zařízením jménem Gravity Probe-A měly být prověřeny důsledky Einsteinovy obecné teorie relativity. Bylo dokázáno, že se čas na hodinách na palubě tohoto zařízení, které se dostalo do vzdálenosti 10 230 km od povrchu Země, se zvětšující se vzdáleností a zmenšující se gravitací zrychluje o hodnotu 7×10−10. Tento pokus se uskutečnil 18.6.1967.
Obecná teorie relativity totiž říká,že čas plyne jinak se zvětšující se vzdálenosti od hmotného tělesa, v jehož gravitačním poli čas měříme. Je tomu tedy tak, že hodiny umístěné na zemském povrchu odměřují kratší časový interval mezi dvěma událostmi, než například hodiny umístěné na oběžné dráze. Jde však o nepatrný rozdíl. Při umístění hodin na povrchu Slunce by ukazovaly asi jen o minutu za rok více, než hodiny na povrchu Země. Přesto, pokud by se korekce na družicích neprováděly, nepřesnosti v navigaci by byly v řádech kilometrů!
Einsteinova speciální teorie relativity uvažuje další vlastnost času, a to, že při rychlostech blížících se rychlosti světla, tedy asi 2,98×108 m/s dochází k jevu zvanému dilatace času. To znamená, že kdybyste pozorovali někoho, kdo by se pohyboval rychlosti blízkou rychlosti světla, zdály by se vám všechny jeho pohyby zpomalené, to samé by viděl i on, kdyby se podíval na vás. Nebo kdyby se váš stejně starý kamarád vydal na cestu vesmírem, cestoval by rychlostí blízkou rychlosti světla a vrátil se po 50 letech, vypadal by jen o něco málo starší, než když odlétal, zatímco vy byste už chodili o holi.
V astronomii se také setkáváme s dalšími jevy, jež předpokládá obecná teorie relativity. Je to hlavně zakřivení časoprostoru. Důsledky tohoto jevu lze pozorovat i při zatmění Slunce. Tím, že hmotná tělesa zakřivují časoprostor, nepohybuje se světlo kolem těchto objektů z našeho pohledu po přímce, ale jejich dráha je zakřivená. A tak při zatmění Slunce můžeme pozorovat hvězdu, i když je už těsně za horizontem slunečního kotouče. Hvězda tak zdánlivě změní svou polohu vůči ostatním hvězdám.

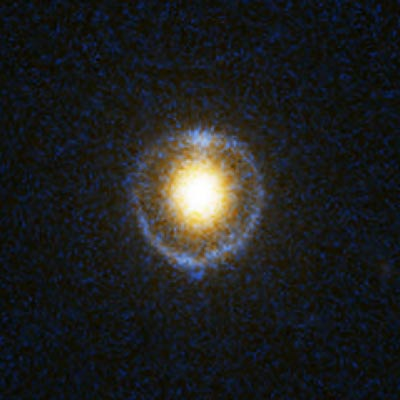
Gravitační čočka – Einsteinův prstýnek

Hubblův dalekohled objevil další důkazy o správnosti teorie o zakřivení časoprostoru, a to při pozorování gravitačních čoček. Gravitační čočka je název pro kterýkoliv objekt, který je velmi hmotný, například: kvasar, kupa galaxií, černá díra nebo obří černá díra. Pokud se pozorovatel, objekt a gravitační čočka nachází na společné přímce, jeví se pozorovateli objekt nebo zdroj světla jako kroužek, též zvaný Einsteinův prstýnek, tento jev je však vzácný. Dále viz gravitační čočka.
Díky reliktnímu záření přicházejícímu z různých "koutů" vesmíru a poznatkům získaným z vědeckých pokusů, jako například ze ženevského CERNu, jsme dnes schopni určit stáří vesmíru a jak se vesmír formoval téměř bezprostředně po Velkém třesku.